# جی الیس
جی الیس (انگلیسی: Jay Ellis؛ زادهٔ ۲۷ دسامبر ۱۹۸۱) هنرپیشه اهل ایالات متحده آمریکا است. وی از سال ۲۰۰۵ میلادی تاکنون مشغول فعالیت بوده‌است.